# Hedwig Leibetseder

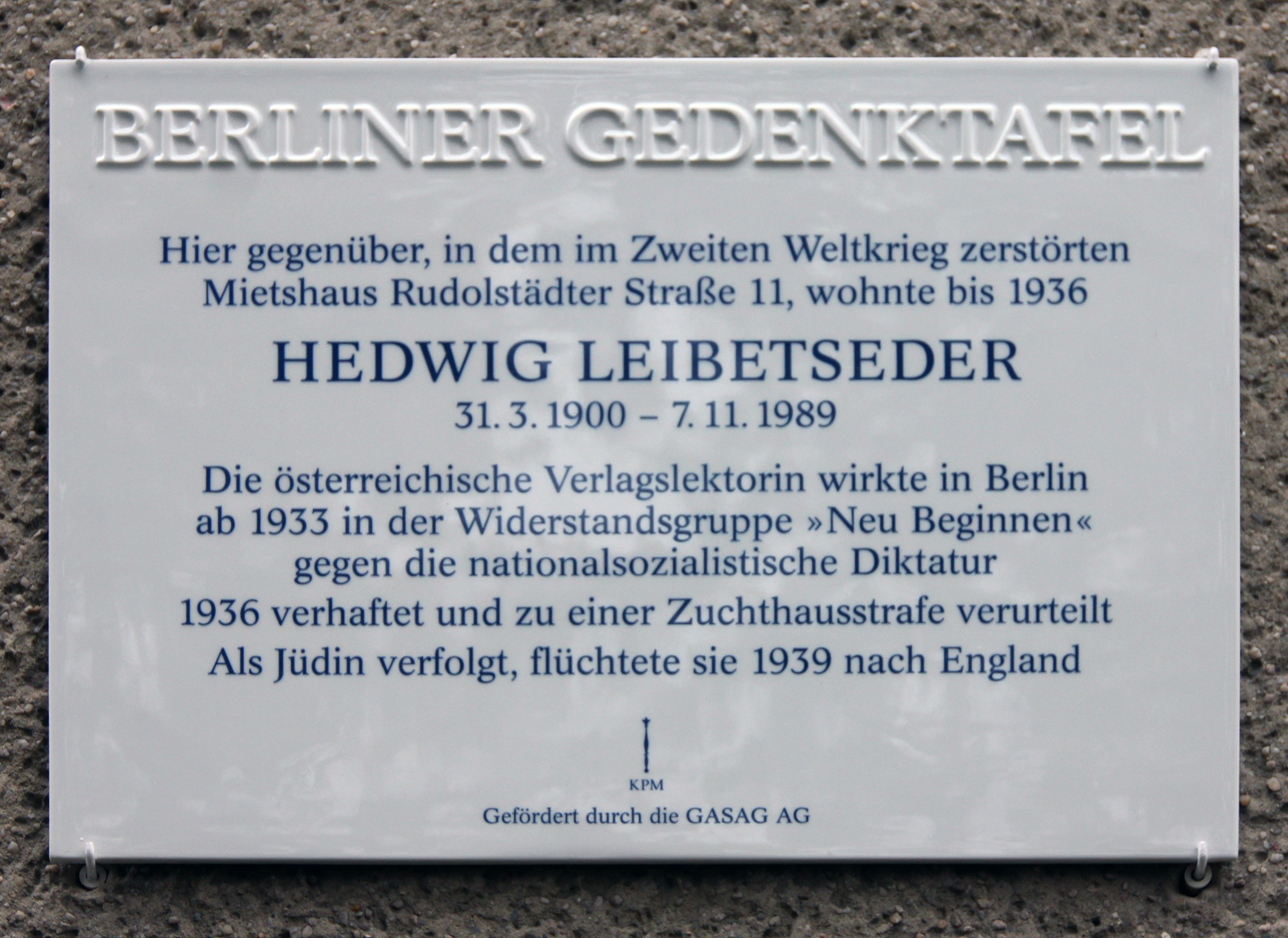

Hedwig Leibetseder (geboren als Hedwig Abranowitz 31. März 1900 in Wien, Österreich-Ungarn; gestorben 7. November 1989 in London) war eine österreichische Jüdin und sozialistische Widerstandskämpferin gegen den Nationalsozialismus.

## Leben
Hedwig Silvia Abranowitz war eine Tochter des Hermann Abranowicz (1856–1927) und der Marie (Chaje) Glanz (1867–1945), sie hatte die Schwestern Rosa (1896–1985), verheiratet mit Otto Ehrlich, und Margit (1904–1993), verheiratete Hrubesch. Abranowitz machte 1919 am Mädchenrealgymnasium Wien 8 die Matura. Sie studierte an der Universität Wien Anglistik und Germanistik und wurde 1925 in Germanistik bei Karl Luick und Walther Brecht mit der Dissertation John Drinkwaters biografisch-historische Dramen promoviert.
Wahrscheinlich 1919 heiratete sie Walter Leibetseder, einen Wiener Damenschneider, der ab 1928 in Berlin beschäftigt war, dort die Marxistische Arbeiterschule besuchte und nach dem Krieg in Wien in der SPÖ aktiv war.
Hedwigs Tätigkeit in Berlin ist seit 1927 belegt, sie wurde Verlagslektorin der Zeitschrift Das Magazin. Nach ihrer eigenen Auskunft wurde sie 1930/31 in der sozialistischen Widerstandsgruppe um Walter Loewenheim politisch aktiv, die ab 1933 unter dem Namen „Neu Beginnen“ im Untergrund neue Mitglieder rekrutierte. Im Frühjahr 1936 wurde Hedwig Leibetseder wegen ihrer Zugehörigkeit zu dieser Gruppe verhaftet. Die Gruppe arbeitete zwar von Anfang an streng konspirativ, da Leibetseder aber viele Mitglieder und deren Decknamen kannte und Angst hatte, diese zu verraten, versuchte sie sich der Verhaftung durch einen Selbstmordversuch zu entziehen, indem sie aus dem 4. Stock sprang. Sie überlebte jedoch ohne schwerwiegende bleibende Schäden. Anfang 1937 wurde sie zu zwei Jahren und drei Monaten Zuchthaus verurteilt. Die Strafe verbüßte sie zum großen Teil im Frauenzuchthaus Jauer. Gleich anschließend wurde sie in das Frauen-Konzentrationslager Lichtenburg verbracht, aus dem sie nach Intervention ihrer Schwester und Scheidung von ihrem Mann am 13. März 1939 nach Wien entlassen wurde. Von dort floh sie nach London, wo sie unter dem Namen Vicky Abrams bis zu ihrem Tod lebte.

## Ehrungen
Am 7. November 2016 wurde am Haus Rudolstädter Straße 8 (Berlin-Wilmersdorf) eine Berliner Gedenktafel für sie eingeweiht.